# Cross (série télévisée)
Pour les articles homonymes, voir Cross.
Production
Diffusion
Cross est une série télévisée américaine créée par Ben Watkins. Elle est basée sur la série de romans de James Patterson mettant en scène le personnage d'Alex Cross. Déjà apparu dans plusieurs films, il est ici incarné par Aldis Hodge.
La série est diffusée à partir du 14 novembre 2024 sur Prime Video.

## Synopsis
Diplômé en psychologie et en médecine légale, Alex Cross est un lieutenant de la police métropolitaine de Washington, D.C.. C'est aussi un père dévoué pour ses deux enfants. Avec son ami et coéquipier John Sampson, il fouille de manière obsessionnelle dans l'esprit des tueurs et des victimes afin d'identifier les victimes et d'attraper les tueurs. Il reste cependant très marqué par le meurtre de sa femme Maria, survenu un an plus tôt,. Sampson et Cross sont chargés d'enquêter sur la mort — apparemment accidentelle —
d'Emir Godspeed, un ancien dealeur reconverti en activiste pour les droits des Afro-américains. L'affaire agite la ville, peu après le mouvement Black Lives Matter. Cross peine cependant à convaincre ses supérieurs qu'il s'agit d'un meurtre. Par ailleurs, son travail va s'avérer d'autant plus complexe quand il commence à être harcelé par un inconnu qui semble en savoir beaucoup sur le meurtre de son épouse.

## Distribution
- Aldis Hodge (VF : Jean-Baptiste Anoumon ; VQ : Martin Desgagné) : Alex Cross
- Isaiah Mustafa (VF : Daniel Njo Lobé ; VQ : Fayolle Jean Jr.) : John Sampson
- Juanita Jennings (VF : Maïk Darah ; VQ : Carole Chatel) : Regina Cross
- Sharon Taylor (VF : Olivia Nicosia) : le lieutenant Oracene Massey
- Melody Hurd (VQ : Raphaëlle Desjardins-Arvisais) : Janelle Cross
- Jennifer Wigmore (VF : Annie Le Youdec) : la cheffe Anderson
- Caleb Elijah (VQ : Noé Henri Rouillard) : Damon Cross
- Samantha Walkes (VF : Aurélie Konaté ; VQ : Sarah Desjeunes) : Elle Monteiro
- Ryan Eggold (VF : Anthony Audoux ; VQ : Philippe Martin) : Ed Ramsey
- Alona Tal (VF : Julia Faure) : Kayla Craig
- Eloise Mumford (VF : Nastassja Girard ; VQ : Kim Jalabert) : Shannon Witmer
- Johnny Ray Gill (VF : Diouc Koma ; VQ : Patrick Emmanuel Abellard) : Bobby Trey

 Source et légende : version française (VF) sur RS Doublage ; version québécoise (VQ) sur Doublage.qc.ca

## Épisodes
1. Le complexe du héros (Pilot)
2. Monter le cheval blanc (Ride the White Horsey)
3. L'album (The Good Book)
4. Masques (Masks)
5. Chez Ramsey (What Happens at Ramsey's)
6. Un boum, et plus un bruit (A Bang, Not a Whimper)
7. Joyeux anniversaire (Happy Birthday)
8. Le jeu du plus fort (You Had Me at Motherfucker)

## Production

### Genèse et développement
En janvier 2020, il est annoncé qu'Amazon Studios, Paramount Television Studios et Skydance Television vont s'associer pour développer une série télévisée adaptée de la série de romans de James Patterson centrée sur le personnage d'Alex Cross. Le premier livre a été publié en 1993 et sera suivis par 30 autres volumes ainsi que deux nouvelles et trois livres centrés sur le fils d'Alex, Ali. Le personnage de Cross apparait également dans trois longs métrages : Le Collectionneur (1997), Le Masque de l'araignée (2001) et Alex Cross (2012).
En octobre 2022, la série est officiellement commandée par Prime Video avec Aldis Hodge dans le rôle principal et également comme producteur. Ben Watkins est annoncé comme show runner et scénariste. L'auteur James Patterson participe également à la production, aux côtés de Ben Watkins, Sam Ernst, Jim Dunn, Craig Siebels, Bill Robinson, Patrick Santa, David Ellison, Dana Goldberg et Matt Thunnel.
Le 30 avril 2024, il a été annoncé, avant même la diffusion de la saison 1, que la série est renouvelée pour une deuxième saison.

### Attribution des rôles
En novembre 2022, Ryan Eggold et Isaiah Mustafa sont annoncés. En décembre 2022, Karen LeBlanc, Melody Hurd, Juanita Jennings, Caleb Elijah, Jennifer Wigmore ou encore Samantha Walkes rejoignent également la série. Karen LeBlanc est finalement remplacée par Sharon Taylor.
Après l'annonce d'une saison 2, Jeanine Mason est confirmées pour participer aux nouveau épisodes, suivie de Wes Chatham et Matthew Lillard.

### Tournage
Le tournage de la première saison a lieu de janvier à mai 2023. Il se déroule dans l'Ontario (Toronto, Mississauga, Belfountain).

## Diffusion
Les huit épisodes sont diffusés sur Prime Video dès le 14 novembre 2024